# متی هیلی
متی هیلی (به انگلیسی: Matty Healy) با نام کامل متیو تیموتی هیلی (به انگلیسی: Matthew Timothy Healy) (زاده ۸ آوریل ۱۹۸۹) خواننده، ترانه‌سرا، تهیه‌کننده موسیقی و موسیقی‌دان انگلیسی است.
او عضو گروه د ناینتین سونتی فایو است.